# John Haygarth
John Haygarth (1740 - 10 juni 1827) was een belangrijke 18e-eeuwse Britse arts die nieuwe manieren ontdekte om de verspreiding van koorts onder patiënten te voorkomen en het sterftecijfer door pokken terug te dringen.

## Leven
Haygarth werd geboren als zoon van William Haygarth en Magdalen Metcalfe in Garsdale, nabij Sedbergh, West Riding of Yorkshire, in een huis waar de initialen van zijn grootouders nog steeds boven de deur te zien zijn. Hij ging naar de Sedbergh School en kreeg les van John Dawson, een mede-Sedberghian en een chirurg en wiskundige. Hij studeerde van 1759 tot 1766 aan het St John's College, Cambridge. Haygarth schreef zich in 1762 in aan de University of Edinburgh Medical School en studeerde drie jaar geneeskunde en vertrok in 1765 zonder diploma. Na een korte studie geneeskunde aan Universiteit Leiden in Londen, behaalde hij in 1766 zijn MB-diploma aan de Universiteit van Cambridge. waarna hij in 1766 werd benoemd tot arts van Chester Infirmary. Tien jaar later trouwde hij op 23 januari 1776 met Sarah Vere Widdons; samen kregen ze vier dochters en twee zonen. De nakomelingen van Haygarth wonen nu in Perth, Australië. 

## Medicijn
Haygarth bracht 30 jaar door in Chester en werd bekend als een van de beste artsen van zijn tijd. Net als William Cullen, James Currie en Thomas Percival]n was hij geïnteresseerd in een breed scala aan medische en sociale rechtvaardigheidskwesties. Hij was vooral geïnteresseerd in de behandeling van koortspatiënten en de preventie van pokken. Hoewel hij anglicaan was, werd Haygarth gesteund door een netwerk van afwijkende wetenschappers die hielpen zijn ideeën te verspreiden. In 1774 vroeg hij, als onderdeel van een volkstelling die hij in Chester hield, inwoners naar hun medische geschiedenis. Uit deze informatie concludeerde hij dat koortspatiënten gescheiden moesten worden van anderen en zijn ontdekking dat slechts een klein deel van de bevolking van Chester nooit pokken had gehad, bracht hem ertoe zijn energie op preventie te richten. Hij schreef deze bevindingen op in een artikel, Observations on the Population and Diseases of Chester. 
In 1778 hielp Haygarth bij de oprichting van de pokkenvereniging van Chester; De groep pleitte voor inenting, destijds een onpopulair standpunt, en probeerde de bevolking voor te lichten om een toevallige samentrekking van de ziekte te voorkomen. Slechts vier jaar nadat deze inspanning was begonnen, was het sterftecijfer door pokken in Chester met bijna 50% gedaald. Al snel namen andere steden, zoals Leeds en Liverpool, de methoden van het Genootschap over. Ze werden bijgestaan door zijn onderzoek naar de preventie van de pokken (1784), dat statistische berekeningen omvatte die werden ondersteund door John Dawson. Het boek werd vertaald in het Frans en Duits en maakte van Haygarth een internationaal bekend figuur. Hij werkte zijn ideeën verder uit in Schets van een plan om de toevallige pokken in Groot-Brittannië uit te roeien en algemene inenting in te voeren (1793). Helaas stuitte zijn plan om huizen te inspecteren en algemene inenting te bieden in de steeds conservatievere jaren 1790 op weerstand. Vanwege zijn belangrijke werk op het gebied van de pokken werd Haygarth in 1781 verkozen tot Fellow of the Royal Society. 

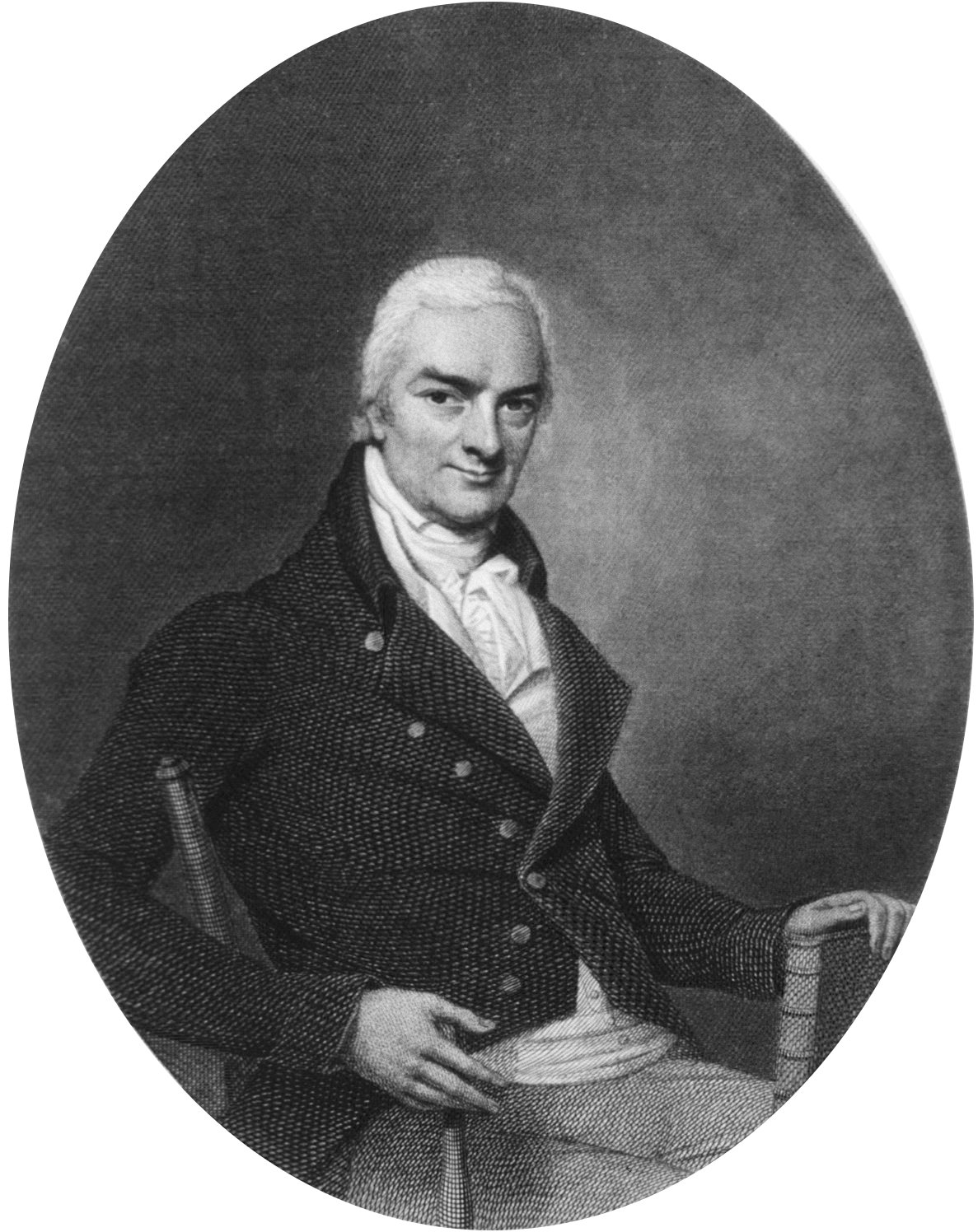
John Haygarth

Haygarth gaf zijn onderzoek naar koortspatiënten echter niet op. Hij voerde verschillende experimenten uit en stelde vast dat het scheiden van koortspatiënten binnen een ziekenhuis de sterftecijfers verlaagde. Toen zijn plan in 1783 in Chester in werking werd gesteld, herstelden de eerste koortsafdelingen in Groot-Brittannië, op één na, allemaal van de dertig koortspatiënten. Het jaar daarop hielpen zijn voorzorgsmaatregelen de verspreiding van vlektyfus in de stad tegen te gaan. Hij werd in 1789 verkozen tot buitenlands erelid van de American Academy of Arts and Sciences. 
In 1798 verhuisde Haygarth naar Bath en zette daar zijn onderzoek voort. Na analyse van zijn gegevens uit Chester publiceerde hij een verhandeling over acuut reuma en jicht. Hij bleef medische artikelen publiceren in het tijdschrift van de Royal Society, Philosophical Transactions. Haygarth promootte ook gratis, universeel onderwijs, een standpunt dat hij steunde in zijn brief aan bisschop Porteous (1812). Hij hielp ook bij het vinden van banken waarmee mensen efficiënter en veiliger geld konden sparen. 

## Perkins-tractoren
In 1799 onderzocht Haygarth de werkzaamheid van medische instrumenten genaamd "Perkins-tractoren". Dit waren metalen wijzers die zogenaamd ziekten konden 'uitlokken'. Ze werden verkocht tegen de extreem hoge prijs van vijf guineas, en Haygarth wilde aantonen dat de hoge kosten niet nodig waren. Hij deed dit door de resultaten van houten dummy-tractoren te vergelijken met een reeks zogenaamd "actieve" metalen tractoren, en publiceerde zijn bevindingen in een boek On the Imagination as a Cause & as a Cure of Disorders of the Body.
De houten wijzers waren net zo nuttig als de dure metalen wijzers en lieten zien "in een mate die nog nooit werd vermoed, welke krachtige invloed op ziekten louter door verbeelding wordt veroorzaakt". Hoewel het woord placebo al sinds 1772 werd gebruikt, was dit de eerste echte demonstratie van het placebo-effect. 
Haygarth erkende dat dit de reden is waarom beroemde artsen vaak succesvoller zijn dan onbekende. Hij suggereerde zelfs dat veel medicijnen van die tijd afhankelijk waren van het placebo-effect. 

## overlijden
Haygarth stierf op 10 juni 1827 in Lambridge House nabij Bath en werd begraven in de Swainswick-kerk in Somerset. Een afdeling van de Chester Infirmary werd naar hem vernoemd en er werd een Haygarth-medaille ingesteld voor de beste verpleegster in het ziekenhuis. 
Dit artikel of een eerdere versie ervan is een (gedeeltelijke) vertaling van het artikel John Haygarth op de Engelstalige Wikipedia, dat onder de licentie Creative Commons Naamsvermelding/Gelijk delen valt. Zie de bewerkingsgeschiedenis aldaar.
- Bibliothèque nationale de France: cb15081166z (data)
- Gemeinsame Normdatei: 117508802
- International Standard Name Identifier: 0000 0000 6634 558X
- Library of Congress Control Number: n83218020
- Nationale Bibliotheek van Tsjechië: nlk20000091912
- Nationale Bibliotheek van Israël: 987007303579005171
- Nederlandse Thesaurus van Auteursnamen: 288249208
- SNAC: w64x79z9
- Système universitaire de documentation: 095776109
- Trove: 1072635
- Virtual International Authority File: 35236020
- WorldCat: E39PBJyMfprKDRqyGXKBJ7DDv3